# La Inmaculada Concepción de El Escorial
La Inmaculada Concepción de El Escorial, también conocida como La Inmaculada de El Escorial es una pintura religiosa creada hacia 1660-1665 por el artista barroco español Bartolomé Esteban Murillo, actualmente en el Museo del Prado de Madrid. Las numerosas representaciones artísticas que Murillo hizo de la Inmaculada Concepción de la Virgen María influyeron enormemente en el arte posterior. Esta pintura está considerada como una de sus mejores. Anteriormente fue identificada como la Inmaculada Concepción de la Granja debido a una interpretación errónea de su historia.

## Contexto
Aunque la doctrina de que María fue concebida sin pecado no se definió dogmáticamente en la Iglesia católica hasta 1854, que estaba libre de pecado fue declarada en 1661 por el Papa Alejandro VII, una declaración para la que la Iglesia española y la orden franciscana habían sido firmes defensores durante mucho tiempo. Para el culto mariano español, no sólo era esencial la pureza de María, sino también el concepto de que había sido concebida sin pecado. Esta era la creencia de España y los franciscanos; por el contrario, la orden dominica sostenía que había sido concebida en pecado pero purificada mientras no había nacido en el vientre de su madre.
Aunque la doctrina de la Inmaculada Concepción no sería adoptada hasta pasados varios siglos, los españoles se alegraron de la declaración de pureza, y muchos artistas españoles recibieron el encargo de representar el tema.

## Composición
Pintada al óleo, la obra se expone en un lienzo de 206 centímetros por 143 centímetros. Representa a María como una joven con vestido blanco y manto azul, las manos juntas en oración y los ojos levantados, ascendiendo sobre una media luna llevada por querubines. Estos llevan rosas, lirios, una palma y un espejo, todas ellas referencias a su pureza y martirio.  La luna creciente es una referencia a la descripción de la mujer del Apocalipsis, vestida con el sol y la luna bajo sus pies, aunque en esta versión María (como se suele identificar a la mujer) no está coronada ni embarazada. La casi desaparición de los querubines en la parte superior de la imagen se ha atribuido a una sensación general de ingravidez de la pieza.
La obra es una simplificación de algunos de los esfuerzos anteriores de Murillo, rresultado de los continuos esfuerzos de Murillo por destilar la representación hasta su forma más iconográfica. Por ello, en 2005, en el libro Seventeenth-century Art and Architecture, se la describe como «quizá la más perfectamente resuelta» de las imágenes de la Inmaculada Concepción de Murillo.
En el cuadro se aprecian varias influencias de Murillo. Su representación de la edad de María refleja las directrices del artista Francisco Pacheco, censor oficial de la Inquisición de Sevilla, de que la Virgen María debía mostrarse siempre como una hermosa muchacha de 12 o 13 años. Además, Murillo había conocido las obras de Van Dyck y Rubens a través de Francisco Herrera el Mozo, que fue subdirector de la Academia de Sevilla con Murillo. La influencia de estos pintores es visible en la coloración delicada y aireada de la pieza.
La obra está fechada entre 1660 y 1665. Como no se ha localizado ningún contrato de encargo de la obra, la fecha exacta es indeterminada, pero se presume el intervalo por el estilo de la pieza en comparación con sus otras obras de la época y por un dibujo de Murillo de 1664 de la Inmaculada Concepción que, aunque presenta a María en diferente pose, utiliza los mismos dos querubines de la derecha de esta obra.

## Legado
Se desconoce si el cuadro se pintó por encargo o no, o cuándo y por qué se realizó, pero se cree que la imagen llegó a las colecciones reales tras ser adquirida por Carlos III en Sevilla. Pasó entonces a formar parte de la colección de Carlos IV, tras lo cual se inscribió entre sus colecciones en la Casita del Príncipe de El Escorial. De este registro deriva el título. Anteriormente se creía que estaba en el palacio de la Granja, y durante algún tiempo se denominó Inmaculada Concepción de la Granja .
La formulación de Murillo del tema de la Inmaculada Concepción se convirtió en una gran influencia para muchos artistas posteriores. Se le ha descrito como «el pintor por excelencia del tema de la Inmaculada Concepción» - éste es uno de los cuatro de la colección del Prado.

## Restauración fallida de otra versión
En junio de 2020, se informó de que una copia de la Inmaculada Concepción de origen incierto había sido entregada a un restaurador de muebles para su restauración, con un coste de 1.200 euros. La restauración fue un fiasco y el rostro de María quedó irreconocible tras dos intentos. La Asociación Profesional de Conservadores Restauradores de España (ACRE) calificó el intento de restauración de vandalismo. Se han hecho comparaciones con el incidente ocurrido en 2012, una restauración igualmente fallida del Ecce Homo de Borja.

## Énlaces externos
- Esta obra contiene una traducción  derivada de «The Immaculate Conception of El Escorial» de Wikipedia en inglés, publicada por sus editores bajo la Licencia de documentación libre de GNU y la Licencia Creative Commons Atribución-CompartirIgual 4.0 Internacional.

- Datos: Q11770877
- Multimedia: Inmaculada del Escorial, de Murillo (Museo del Prado) / Q11770877